# Permis de conduire au Québec
 (mai 2022).
Pour les autres articles nationaux ou selon les autres juridictions, voir Permis de conduire.
Le permis de conduire québécois est un document officiel donnant l'autorisation de conduire certains véhicules sur le réseau routier du Québec et de certaines autres juridictions qui le reconnaissent. Il est délivré par la Société de l'assurance automobile du Québec (SAAQ).

## Histoire

### Des origines à 1952: un permis facilement accessible

#### Loi concernant les véhicules-moteurs
La première loi encadrant la conduite de véhicules motorisés est sanctionnée le 9 mars 1906 par l'Assemblée législative du Québec. Intitulée Loi concernant les véhicules-moteurs, elle introduit le concept de permis de conduire. Elle instaure l'obligation pour un propriétaire de véhicule motorisée de déclarer au gouvernement son identité et de fournir des renseignements concernant son véhicule. Le trésorier provincial enregistre ensuite ces données et délivre un certificat ainsi qu'une plaque d'immatriculation. Il existe deux types de « permis » : celui de chauffeur et celui de conducteur.

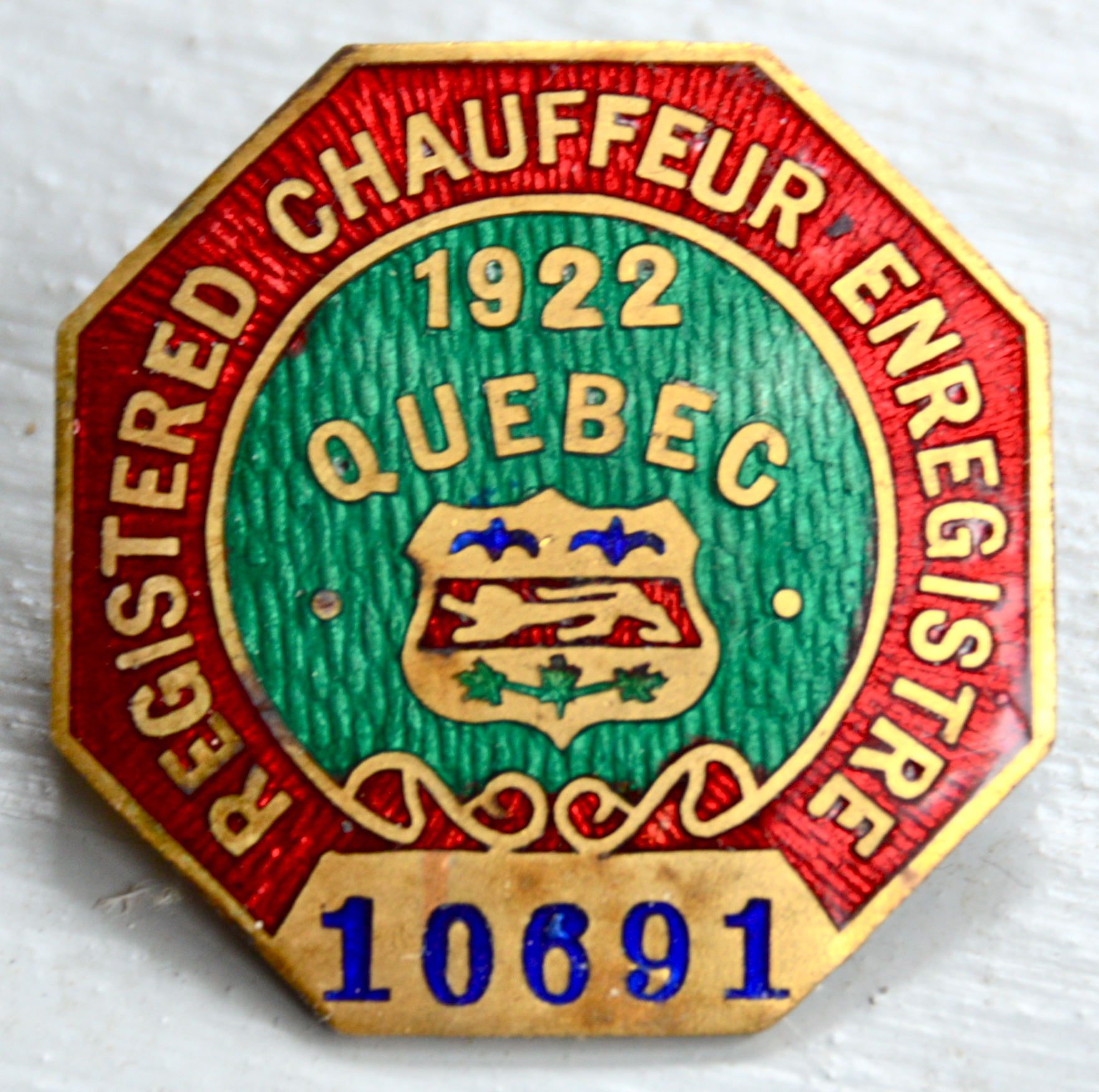
Insigne de chauffeur enregistré, 1922.

La licence de chauffeur permet à un individu d'être rémunéré en offrant un service de transport. Il a l'obligation de porter sur lui un insigne où est gravé son numéro de chauffeur. La licence de conducteur est remise aux conducteurs de promenade. Dans les deux cas, la licence est renouvelable chaque année au coût de cinq dollars. C'est au trésorier que revient le devoir de s'assurer que le propriétaire du véhicule a les habiletés requises pour conduire. La loi instaure certaines notions de sécurité comme l'obligation de manœuvrer de façon à ne pas effrayer les chevaux sur la route ou de ne pas conduire à plus de six milles à l'heure (soit environ 10 km/h) durant la nuit ou dans les villes.
L'homme d'affaires montréalais Ucal-Henri Dandurand est le premier à recevoir une licence (plaque « Q1 »). Propriétaire d'une De Dion-Bouton 1902, il utilisait depuis 1904 une plaque d'immatriculation pour bicyclette émise par la ville de Montréal. Environ un an après l'instauration de la loi, le Québec comptait 167 automobiles[réf. nécessaire].

#### Réglementation progressive

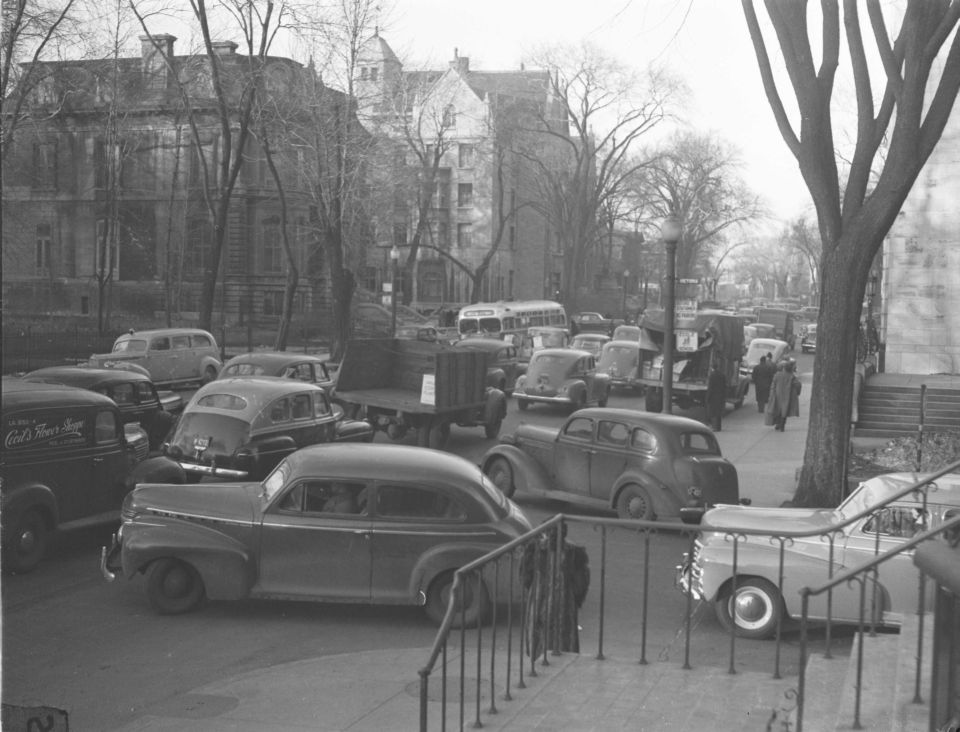
Embouteillage en 1947 à proximité de l'avenue Victoria à Montréal.

À partir de 1908, le gouvernement fabrique lui-même les plaques minéralogiques (auparavant, la conception de la plaque revenait au conducteur). En 1910, des « officiers de vitesse » entrent en fonction afin d'assurer du respect de la vitesse prescrite. Il faut attendre 1924 avant de voir apparaître un premier code de la route. Celui-ci tient sur une seule page. En 1928, on estime à 165 000 le nombre de véhicules immatriculés au Québec. En contrepartie, trois automobilistes sur quatre sont des touristes étrangers et ne possèdent donc pas de permis de conduire québécois. À la fin des années 1930, près d'un demi-million de véhicules sont immatriculés au Québec[réf. souhaitée]. Le code de la route est bonifié.
Au Québec, l’âge nécessaire pour obtenir un permis de conduire de classe 5 est de 16 ans. C’est-à-dire qu’avant cet âge, un adolescent est dans l’impossibilité de se procurer un véhicule et de le conduire légalement. Des cours de conduites sont disponibles à travers la province et obligatoire pour l’obtention du permis de conduire. Ces classes sont offertes par différentes compagnies qui ont été accréditées par l’association Québécoise des transports. C’est seulement après un total cumulé de 24 heures théoriques, ainsi que 15 heures de pratiques sur les routes accompagné d’un moniteur lui aussi reconnu par l’association québécoise des transports, qu’il est possible de faire la demande d’obtention d’un permis de classe 5. P our qu’un jeune adulte puisse profiter le plus tôt possible de cette permission, il faut commencer ces cours à l’âge de 15 ans. Cependant, des débats ont déjà eu lieu au sujet de l’âge d’obtention de ce permis.
La tranche d’âge de 16 à 24 ans est fréquemment critiqué à cause des dangers quelles semble apporter sur la route. En ce sens, entre 2012 à 2016, cette tranche d’âge représentait 58 % des accidents de la routes mortels au Québec. Il est sans aucun doute possible de décréter que la jeunesse et le volant peuvent représenter des dangers. En revanche, cela pousse à croire que l’âge minimal pour obtenir ce privilège pourrait être revendiquer pour tenter d’obtenir des conducteurs plus âgés sur la route. De l’autre côté de l’atlantique, plusieurs pays européens ont déjà imposé une règlementation impliquant le fait d’avoir obtenu ses 18 ans pour pouvoir conduire un véhicule de classe 5. De ce fait, les Québécois remettent en question la maturité des adolescents à leur seizième anniversaire. De plus, les assurances automobiles sont aussi inquiètes à l’égard des jeunes. Quand vient le temps d’assurer leur véhicule, les adolescents payent plus cher que la moyenne, plus particulièrement les jeunes hommes. En effet, « les hommes de moins de 20 ans sont impliqués dans 14,5 % des collisions contre 10,2 % chez les femmes du même groupe d’âge ». Or, tout l’argent qu’implique avoir un véhicule pourrait démotiver certains jeunes d’en faire l’acquisition, par contre, cela n’empêcherait pas l’impulsivité tant réprimandé des adolescents de faire surface à tout moment lors de leur conduite et de faire des routes des lieux dangereux.

### 1952 à 1978: encadrement gouvernemental
Durant la Grande Noirceur, des plaques spéciales sont remises aux amis de Maurice Duplessis leur permettant de se soustraire aux contraventions[réf. nécessaire]. Le 27 novembre 1952, le ministère des Transports et des Communications est créé. Il s'attaque aux compétences des conducteurs et des chauffeurs. C'est à partir de 1955 que l'obtention d'un permis de conduire devient mieux encadrée par le gouvernement. Il faut désormais passer un examen incluant un questionnaire, un essai sur route et des tests de la vue pour obtenir son permis. Le permis est délivré par le Bureau des véhicules automobiles (BVA), rattaché au ministère. En 1957, on compte un million de permis de conduire au Québec. En 1976, il devient obligatoire pour les passagers avant d'une voiture de porter la ceinture de sécurité. Il faut attendre 1990 avant que le port de la ceinture soit obligatoire pour tous les passagers.

### Depuis 1978: la Société d'assurance automobile

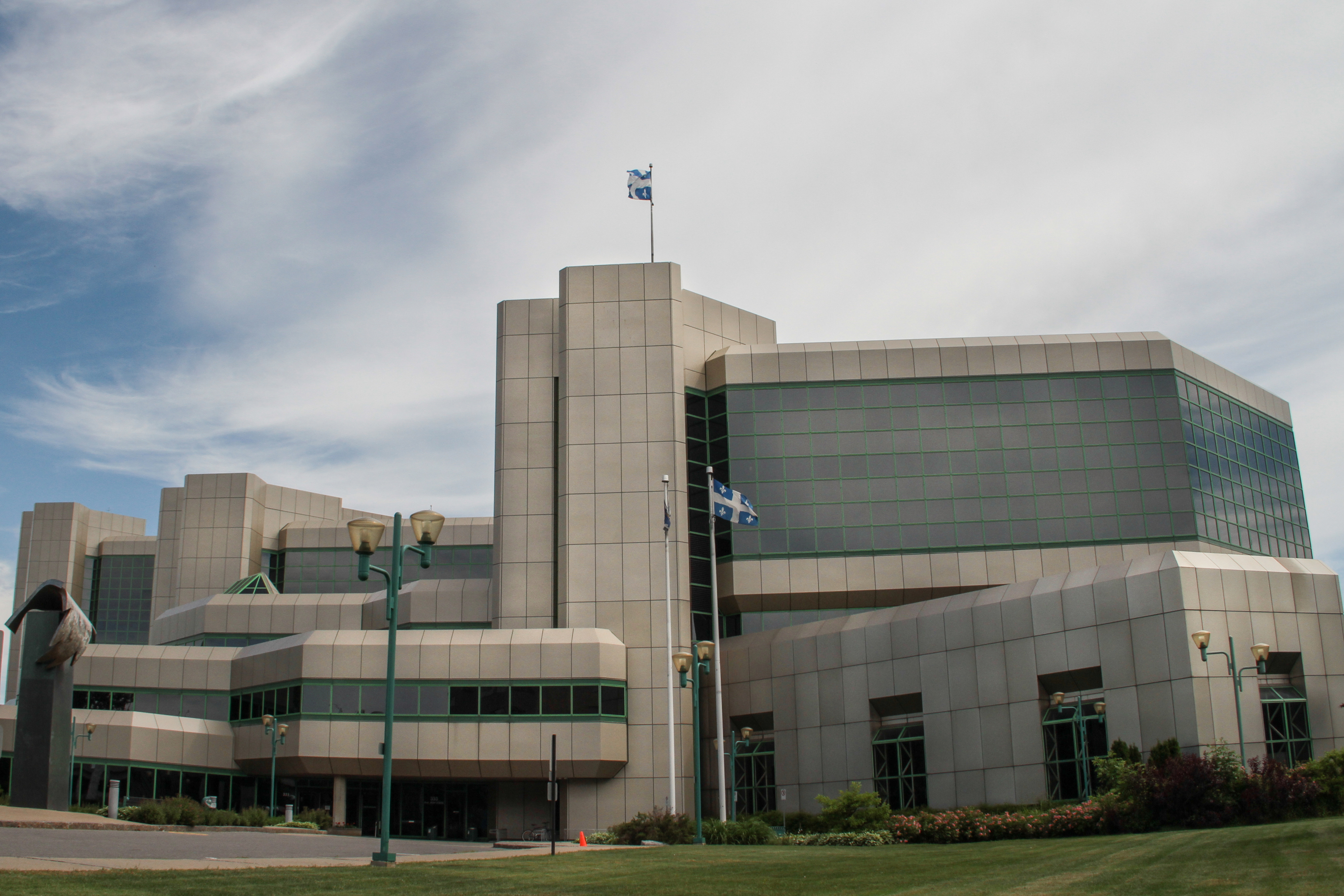
Siège social de la Société de l'assurance automobile du Québec, société responsable de la délivrance des permis de conduire au Québec.

Sous l'initiative de la ministre Lise Payette, l'Assemblée nationale adopte le 22 décembre 1977 la Loi sur la Régie de l'assurance automobile du Québec. Le régime est basé sur le principe du No-fault insurance (en), ce qui signifie que les victimes d'accidents de la route sont indemnisées automatiquement par une assurance collective, peu importe qui a commis l'accident. Le 1er mars 1978, la Société de l'assurance automobile du Québec (désignée « Régie » jusqu'en 1990) est fondée.
La portée de la création de cette société d'État ne se limitera pas à l'assurance automobile. En effet, en 1980, le gouvernement lui confie un mandat beaucoup plus large en intégrant le BVA à la Société. En 1991, il regroupe tous les organismes en lien avec le contrôle routier au sein de la Société (dont le camionnage et le transport de personnes). Cette concentration de pouvoirs permet à la SAAQ d'encadrer encore plus intensivement l'obtention de permis pour différentes catégories de véhicules.
À partir de 1983, il est exigé de suivre un cours de conduite avant de passer un examen de conduite pour un véhicule de promenade. Cette mesure est supprimée en 1997. Le cours de conduite obligatoire pour la motocyclette fait son apparition en 2001. Le 17 janvier 2010, le cours de conduite redevient obligatoire pour l'obtention d'un permis de véhicule de promenade.

## Catégories
Il existe treize catégories de permis de conduire au Québec.
| Catégorie de permis | Type de véhicule                                       | Âge minimum                                                                       | Durée du permis |
| ------------------- | ------------------------------------------------------ | --------------------------------------------------------------------------------- | --------------- |
| Classe 1            | Véhicules lourds                                       | Classe 5 et 36 mois d'expérience ou Classe 5, 24 mois d'expérience et cours       |                 |
| Classe 2            | Autobus                                                | Classe 5 et 2 ans d'expérience                                                    |                 |
| Classe 3            | Camion porteur                                         | Classe 5 et 2 ans d'expérience                                                    |                 |
| Classe 4A           | Véhicules d'urgence                                    | Classe 5 ou Classe 5 probatoire et cours                                          |                 |
| Classe 4B           | Minibus                                                | Classe 5 et 12 mois d'expérience. De facto inclus dans les classes 1, 2, 3 et 4A. |                 |
| Classe 4C           | Taxi                                                   | Classe 5 et 12 mois d'expérience                                                  |                 |
| Classe 5            | Véhicule de promenade, automobile de moins de 4 500 kg | 16 ans                                                                            |                 |
| Classe 6A           | Motocyclette                                           | 16 ans                                                                            |                 |
| Classe 6B           | Motocyclette (cylindrée de 400 cm3 ou moins)           | 16 ans                                                                            |                 |
| Classe 6C           | Motocyclette (cylindrée de 125 cm3 ou moins)           | 16 ans                                                                            |                 |
| Classe 6D           | Cyclomoteur                                            | 14 ans                                                                            |                 |
| Classe 6E           | Motocyclette à trois roues                             | 16 ans                                                                            |                 |
| Classe 8            | Tracteur agricole                                      | 16 ans                                                                            |                 |

## Statistiques

Titulaires de permis de conduire par âge (en millions)
16 à 24 ans
25 à 44 ans
45 à 64 ans
65 ans et plus

Depuis 1978, le nombre de titulaires de permis de conduire augmente d'environ 1,5 % par année. Cette croissance commence à ralentir depuis quelques années. En 2015, les femmes comptent pour 48,2 % des conducteurs (elles n'étaient que 37,7 % en 1978) et les hommes pour 51,8 %. Alors que la croissance du nombre de permis chez les détenteurs âgés de plus de 45 ans est en hausse continuelle, les conducteurs de moins de 45 ans sont de moins en moins nombreux. La catégorie des 65 ans et plus est celle marquant la plus forte augmentation, dépassant les 16-24 ans au tournant de l'an 2000.
|       | 1980      | 1985      | 1990      | 1995      | 2000      | 2005      | 2010      | 2015      |
| Homme | 2 011 871 | 2 093 296 | 2 251 607 | 2 315 689 | 2 409 555 | 2 532 711 | 2 672 570 | 2 763 745 |
| Femme | 1 286 634 | 1 522 157 | 1 781 364 | 1 955 658 | 2 087 442 | 2 244 718 | 2 433 053 | 2 566 819 |

En 2015, il y avait 5 330 564 détenteurs de permis au Québec.

## Points d'inaptitude
Avec les points d'inaptitude, un détenteur peut perdre son permis.